# Cucullia gnaphalii
Cucullia gnaphalii là một loài bướm đêm trong họ Noctuidae.

## Hình ảnh

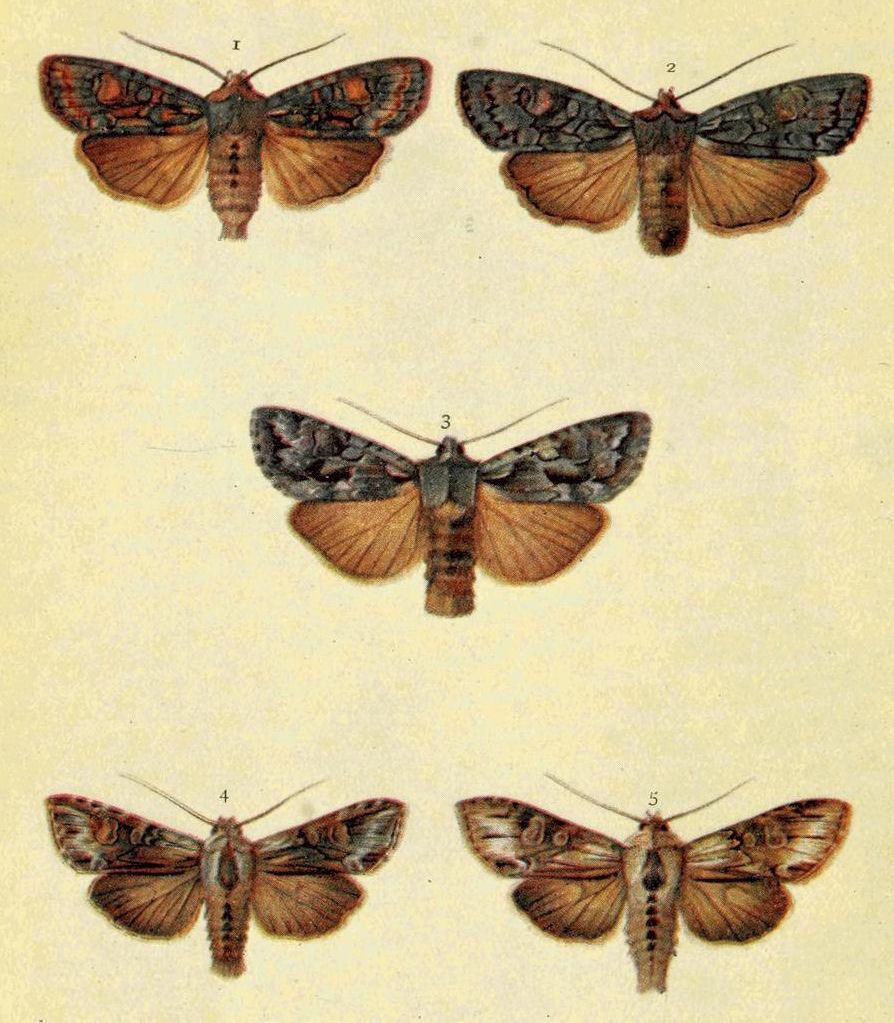